# UBTD1
UBTD1 (англ. Ubiquitin domain containing 1) – білок, який кодується однойменним геном, розташованим у людей на 10-й хромосомі. Довжина поліпептидного ланцюга білка становить 227 амінокислот, а молекулярна маса — 25 938.
| 10         |  | 20         |  | 30         |  | 40         |  | 50         |
| ---------- |  | ---------- |  | ---------- |  | ---------- |  | ---------- |
| MGNCVGRQRR |  | ERPAAPGHPR |  | KRAGRNEPLK |  | KERLKWKSDY |  | PMTDGQLRSK |
| RDEFWDTAPA |  | FEGRKEIWDA |  | LKAAAYAAEA |  | NDHELAQAIL |  | DGASITLPHG |
| TLCECYDELG |  | NRYQLPIYCL |  | SPPVNLLLEH |  | TEEESLEPPE |  | PPPSVRREFP |
| LKVRLSTGKD |  | VRLSASLPDT |  | VGQLKRQLHA |  | QEGIEPSWQR |  | WFFSGKLLTD |
| RTRLQETKIQ |  | KDFVIQVIIN |  | QPPPPQD    |  |            |  |            |

A: Аланін

C: Цистеїн

D: Аспарагінова кислота

E: Глутамінова кислота

F: Фенілаланін

G: Гліцин

H: Гістидин

I: Ізолейцин

K: Лізин

L: Лейцин

M: Метіонін

N: Аспарагін

P: Пролін

Q: Глутамін

R: Аргінін

S: Серин

T: Треонін

V: Валін

W: Триптофан